# 沖縄県労働金庫
沖縄県労働金庫（おきなわけんろうどうきんこ、略称：沖縄労金（おきなわろうきん）、英語：Okinawa Labour Bank）は、沖縄県那覇市に本店を置く労働金庫である。営業エリアは沖縄県のみで、全営業店が沖縄県内となっている。

## 概要
立法院制定の労働金庫法（1965年立法第59号）に基づき、1966年に設立された。全国の労働金庫の中で、最後の設立だった。

## 沿革
- 1965年
  - 7月11日 - 沖縄に労働金庫法公布。
  - 11月25日 - 沖縄労金設立発起人会発足、第1回設立発起人会開催[注釈 1]。

- 1966年
  - 2月26日 - 設立総会開催され、初代理事長に糸洲一雄、専務理事に寿賀和彦が就任。
  - 3月3日 - 仮事務所を那覇市久茂地に設置。
  - 3月22日 - 琉球政府へ事業計画書提出。
  - 3月29日 - 事業企画承認、理事会規定承認。
  - 4月20日 - 仮免許交付式。
  - 4月23日 - 本免許申請し、5月7日に本免許交付。
  - 5月1日 - 営業開始。当時から使用が始まったシンボルマークは1960年頃に発表し、翌61年10月頃に全国労働金庫統一マークとして制定。また、当時から使用が始まったマスコットキャラクターの（キン坊）は1965年10月頃に決定。
  - 5月2日 - 中央相互銀行（現・沖縄海邦銀行）と代理業務取り扱いに関する契約書締結、代理店制度スタート。
  - 5月8日 - 営業所を那覇市松尾にある教職員共済会の八汐壮に移転。
  - 6月2日 - 琉球政府へ預託金契約書提出し4日に預詫金15万ドル受け入れ。
  - 6月9日 - 理事会、旅費規程、給与規定、就業規則承認。
  - 10月13日 - 琉球政府預託金6万ドル受け入れ。12月5日にも4万ドル受け入れ。
  - 12月14日 - 琉球政府第二庁舎に預金取扱所開設。

- 1967年
  - 5月2日 - 5月4日頃 - 連休中に盗難事件発生、被害額614ドル。
  - 6月11日 - 琉球政府預託金10万ドル受け入れ。7月31日にも25万ドル受け入れ。

- 1968年
  - 3月30日 - 同労働金庫労働組合結成。

- 1969年
  - 1月18日 - 1968年12月19日に理事長の糸洲一雄が退任。それに伴い第1回臨時総会で瑞慶覧長輝が新理事長に就任し、前理事長は顧問に就任。
  - 3月3日 - 中部出張所が名称も変えコザ支店に昇格。4月1日に営業開始。調査役制度を新設。

- 1970年
  - 9月18日 - 八重山支店移転。
  - 10月頃 - 琉球政府に「要望書」提出（復帰後の制度を政策に反映させる為）。

- 1971年
  - 2月26日 - 1月1日に専務理事の寿賀和彦が退任。臨時総会を開催し、新専務理事に山口正一が就任。

- 1972年
  - 5月頃 - 本土復帰に伴い、琉球政府時代の「労働金庫法」から、日本国の「労働金庫法」のもとで業務へ移行する。
  - 7月17日 - 本店ビルを那覇市泉崎に移転。8月12日に築落成祝賀会。
  - 12月30日 - 沖縄振興開発金融公庫の代理業務開始。

- 1976年4月7日 - 浦添出張所が支店に昇格。

- 1977年11月1日 - 与儀出張所が支店に昇格。

- 1978年
  - 5月27日 - 第13回通常総会開始、理事長の瑞慶覧長輝、専務理事の山口正一が退任し、新理事長に亀甲康吉が、新専務理事に上江洲祐吉が、常務理事に仲里久男が就任。
  - 11月1日 - 那覇東町会館・県郷土劇場内に東町出張所新設、営業開始。

- 1983年10月1日 - 沖縄ほうきんカードサービス設立。

- 1984年6月25日 - 店内にATMを本店に設置。それ以降は全店に設置。

- 1986年 - 全国労働金庫統一「R」をイメージした新シンボルマーク制定。

- 1987年
  - 5月30日 - ろうきん投資顧問株式会社設立。
  - 8月17日 - 具志川支店移転。

- 1990年2月13日 - 県庁出張所、新県庁舎へ移転。

- 1991年10月1日 - 与那原出張所を支店に昇格。東町出張所を閉鎖し本店営業部と統合。閉鎖に伴ってATMを東町会館内に設置。

- 1993年
  - 5月21日 - 第28回通常総会開催。理事長の宮城良雄と専務理事の上江洲祐吉が退任に伴い新理事長に嘉陽田朝博、新専務理事に仲里久男が、新常務理事に波平眞幸が就任。
  - 9月29日 - 関連会社・株式会社沖縄ろうきんサービス設立。

- 1995年
  - 1月7日 - ATMの土曜の入金、取扱開始。
  - 1月17日 - 沖縄市役所にATM設置。
  - 4月3日 - 沖縄県との提携商品販売開始。
  - 8月7日 - 旧沖縄県南部合同庁舎（旧・沖配ビル）に共同（沖縄信用金庫（現・コザ信用金庫）、沖縄県農業協同組合）ATM設置。
  - 9月1日 - 糸満市役所に共同（JA糸満（現・JAおきなわ））と設置。
  - 10月1日 - 事務部新設。全労済との提携商品を取扱開始。
  - 10月2日 - 株式会社オークス（現・OCS）と債権保険契約を締結。

- 1996年
  - 1月9日 - 沖縄信用金庫と現金自動支払機（CD機）の相互利用「SRネット21」開始。
  - 3月6日 - 大里農業協同組合（現・JAおきなわ）との現金自動支払機（CD機）の相互利用「ゆいまあるネット」開始。Aコープアトール店共同（JA大里）設置。
  - 4月1日 - 真和志農業協同組合・小禄農業協同組合・JAおきなん（現・JAおきなわ）と現金自動支払機（CD機）の相互利用「ゆいまあるネット」開始。
  - 7月1日 - 那覇市国際通りにあるJAドリーム館に共同（（沖縄信用金庫（現・コザ信用金庫）、沖縄県農業協同組合）CD機設置。
  - 9月4日 - 旧マスコットキャラクター（キン坊）から全国労金共通の新マスコットキャラクター（ロッキー）が登場。1997年4月1日から採用。
  - 10月1日 - 那覇市役所、県庁の両出張所が支店に昇格。

- 1997年
  - 5月27日 - コザ信用金庫と現金自動支払機（CD機）の相互利用「SRネット21」開始。
  - 7月17日 - JA宮古郡（現・JAおきなわ）との現金自動支払機（CD機）の相互利用「ゆいまあるネット」開始。
  - 7月22日 - 宮古支店新築移転。
  - 10月1日 - JA下地町（現・JAおきなわ）との現金自動支払機（CD機）の相互利用「ゆいまあるネット」開始。
  - 10月13日 - JA伊良部町（現・JAおきなわ）との現金自動支払機（CD機）の相互利用「ゆいまあるネット」開始。
  - 11月4日 - 八重山支庁庁舎内にATM設置。宮古支庁庁舎内には共同（JA宮古郡）自動機設置。
  - 11月28日 - 沖縄市コリンザ内に共同（琉球銀行、沖縄銀行、沖縄海邦銀行、コザ信用金庫）自動機設置。

- 1998年
  - 3月30日 - 南風原役場新庁舎内に共同（JA南風原町（現・JAおきなわ））自動機設置。
  - 4月1日 - 審査部新設。

- 1999年
  - 1月18日 - 郵便貯金とオンライン提携開始。
  - 4月5日 - JA八重山郡（現・JAおきなわ）との現金自動支払機（CD機）の相互利用「ゆいまあるネット」開始。
  - 5月26日 - 那覇空港国内線旅客ターミナル内に共同（沖縄県農業協同組合）自動機と嘉手納町役場庁舎内に共同（コザ信用金庫、琉球銀行、沖縄銀行、沖縄海邦銀行、JAゆいな（現・JAおきなわ））自動機設置。
  - 10月頃 - 証券投資信託の窓口設置。
  - 10月1日 - 郵便局自動機での無料入金取扱開始。

- 2000年
  - 2月27日 - 沖縄電力社内にATM設置。
  - 3月 - 全国各労働金庫と郵政公社の提携商品である「ろうきん郵貯ジョイントカード」発売。
  - 4月26日 - 沖縄県内の沖縄銀行、沖縄海邦銀行、県信用農業協同組合連合会、県労働金庫、コザ信用金庫、沖縄信用金庫の六つの金融機関で、現金自動預払機（ATM）の共同運営に合意し、新サービス「MMK自動機」（うちな〜ネット）を開始。
  - 5月8日 - 本店ビル別館1階にロープラザなは新設、営業開始。
  - 12月18日 - 郵貯（現・ゆうちょ銀行）との相互送金サービス開始。

- 2001年
  - 4月2日 - コザ支店をNTTコザビルに移転。ローンプラザコザも設置。
  - 6月11日 - 外貨預金業務開始。

- 2002年
  - 10月1日 - サンエー那覇メインプレイス内にうちな〜ネットの自動機設置。
  - 10月6日 - JA下地町、伊良部町とのCD機の相互利用解消。
  - 10月15日 - 外貨預金業務「ユーロ」取扱開始。

- 2003年
  - 4月1日 - JAおきなん、真和志、小禄、宮古郡、八重山郡とのCD機の相互利用解消。
  - 4月18日 - かねひで宮古店店舗内にうちな〜ネットの自動機設置。

- 2004年
  - 1月4日 - 全国の金融業態センターを結ぶ。また、統合ATMシステムに移行。
  - 10月18日 - 与儀支店閉鎖、本店営業部と統合。

- 2006年
  - 1月4日 - コザ信用金庫と相互入金提携を開始。
  - 1月22日 - 県農業協同組合を幹事金融機関とする宮古空港、宮古島市役所の両共同出張所を廃止。
  - 2月23日 - 宮古島市役所MMK出張所、沖縄銀行を幹事金融機関とする宮古空港共同出張所開設。
  - 3月31日 - 宮古支庁庁舎、県立八重山病院共同出張所から沖縄県農業協同組合撤退に伴い同金庫単独運用。
  - 7月 - 嘉手納町役場共同出張所へ共同参加。
  - 9月30日 - 全国各労働金庫と郵政公社の提携商品である「ろうきん郵貯ジョイントカード」取扱い終了。対象者は翌年2007年2月頃には「郵便貯金キャッシュカード」と「労金ローンカード兼キャッシュカード」2枚のカードに分割発行。

- 2007年
  - 3月5日 - おもろまち支店、おもろまちローンプラザ新設、営業開始。
  - 8月7日 - インターネット沖縄支店を開設。
  - 11月 - 沖縄ろうきんサービス決算結了。

- 2008年
  - 3月5日 - 一部のMMK（うちなーネット）の提携解除。
  - 9月22日 - イオン銀行とATM提携を開始。

- 2009年
  - 3月31日 - モノレール旭橋駅周辺地区再開発事業による新建設ビルへの沖縄県南部合同庁舎移転に伴い、南部合同庁舎出張所（ATM）廃止。また、イオン銀行とATM提携により、一部のMMK（うちなーネット）の参加撤退。対象はジャスコ3店舗（南風原店共同出張所、具志川店共同出張所、名護店共同出張所、イオンタウン豊見城店共同出張所、マックスバリュ2店舗（泡瀬店共同出張所、石川店共同出張所）。
  - 9月18日 - 那覇市役所支店が那覇市役所本庁舎立替に伴い業務を終了し、おもろまち支店と統合。立替後、新庁舎に入居に関しては全国各金庫が統合し日本労働金庫設立予定後につき未定だったが2010年12月初め頃に金融庁がストップをかけた為に全国統一は無期限延長の為に同金庫の判断になる。
  - 9月24日 - 那覇市仮庁舎内にATM設置。

- 2010年
  - 4月30日 - イオン銀行とATM提携に伴い、かねひで佐敷店敷地の一角に設置のATMのMMK（うちなーネット）参加撤退。
  - 10月1日 - 沖縄県内初の他行自動機利用手数料キャッシュバック開始。それに伴い、同年10月から順次、MMK（うちなーネット）及び、共同自動機（他行幹事）共同運営からの撤退。対象は、MMK（うちな〜ネット）計18箇所（糸満市役所、宮古島市役所本庁舎、石垣空港ターミナルビル、県立南部医療センター、県立中部病院、沖縄産業支援センター、サンエー4店舗（那覇メインプレイス、つかざんシティ、長田、西原シティ）タウンプラザかねひで3店舗（サンプラザいとまん、牧港店、宮古店）、天久りうぼう楽市、コープおきなわ3店舗（あっぷるタウン、首里店、山内店、浦西りうぼう店。共同自動機（他行幹事）計6箇所（うるま市役所、北谷町役場、宮古空港、カフーナ旭橋、イオン那覇ショッピングセンター、サンエーなかぐすく）。
- 2012年
  - 4月 - 各ろうきんを統一し、「日本労働金庫（略し、日本労金（日本ろうきん））（仮称）」を設立予定だったが2010年12月初め頃に金融庁がストップをかけた為に全国統一は無期限延長へ。
  - 5月7日 -  本店を旭橋地区再開発（カフーナ旭橋）に移転。